# Гандзасар (стадіон)
Стадіон «Гандзасар» (вірм. մարզադաշտ „Գանձասար“) — багатоцільовий стадіон в місті Капан. Розташований в центрі міста на березі річки Вохчі. Домашня арена клубу «Гандзасар».
Місткість — 3500 глядачів. Неподалік стадіону розташована база клубу.